# Bilal ibn Rabah

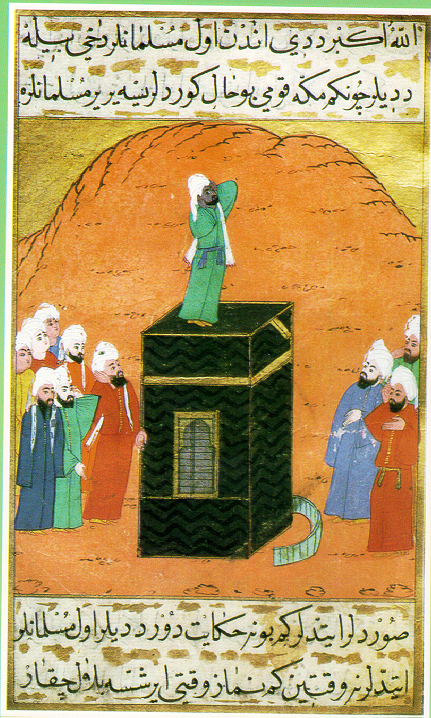
Bilal llamando a la oración, ilustración turca.

Bilal ibn Rabah (en árabe: بلال ابن رباح‎, romanizado: Bilāl ibn Rabāḥ, 580-640 d. C.) también conocido como Bilal al-Habashi, Bilal ibn Riyah, e Ibn Rabah, fue uno de más confiables y leales Sahaba (compañeros) del profeta islámico Mahoma.[cita requerida] Nació en Meca y está considerado como el primer muecín, escogido por Mahoma personalmente. Es reconocido por su hermosa voz con la que llamaba a las personas a las oraciones. Murió en 640, a la edad de sesenta años.

## Nacimiento y primeros años
Bilal ibn Rabah nació en Meca en el Hiyaz en el año 580. Su padre Rabah era un esclavo árabe del clan de Banu Jumah mientras su madre, Hamamah, era una princesa de Abisinia (la moderna Etiopía) que fue capturada después del acontecimiento de Amul-Fill (un intento de destruir la Kaaba) y reducida a la esclavitud. Naciendo en la esclavitud, Bilal no tuvo otra opción más que trabajar para su amo, Umayyah ibn Khalaf. Trabajando duro, Bilal acabó considerado como un buen esclavo y se le confiaron las llaves de los templos de los ídolos de Arabia. Aun así, el racismo y los estatutos sociopolíticos de la antigua Arabia impedían a Bilal conseguir una posición elevada en la sociedad.[cita requerida]

## El aspecto de Bilal
Muhammad Abdul-Rauf en su libro, Bilal ibn Rabah, describe:
"Él [Bilal] era de una estatura hermosa e impresionante, tez marrón oscura con ojos brillantes, una nariz fina y piel brillante. Estaba también dotado con una voz profunda, melodiosa, resonante. Llevaba una barba que era fina en ambas mejillas. Estaba dotado con gran sabiduría y un sentido de dignidad y autoestima."
De modo parecido, William Muir en su libro, La Vida de Mahoma, explica:
"Él (Bilal) era alto, moreno, y con rasgos africanos y cabello espeso."
Muir también declara que los miembros nobles de los Quraysh despreciaban a Bilal por su condición de mulato y le llamaban ibn Sauda (hijo de la mujer negra).

## Conversión al islam
Cuando Mahoma anunció su profecía y empezó a predicar el mensaje del Islam, Bilal renunció a la adoración de ídolos, convirtiéndose en uno de los primeros conversos a la fe.

### Persecución de Bilal
Cuando el amo de Bilal, Umayyah ibn Khalaf, lo descubrió, empezó a torturar a Bilal. Instigado por Abu Jahl, Umayyah ató a Bilal y le arrastró por La Meca mientras los niños se burlaban de él. Bilal rechazó renunciar al islam, en cambio repetía "¡Ahad, Ahad!" (Dios es Uno). Ante la negativa de Bilal, Umayyah ordenó que Bilal fuera azotado y golpeado y luego tendido en las arenas ardientes bajo el sol del desierto, con brazos y piernas atados a estacas. Como Bilal seguía negándose, Umayyah ordenó que se colocara una piedra caliente encima del pecho. Aun así, Bilal siguió firme en su creencia y diciendo "¡Ahad, Ahad!". Las noticias sobre este esclavo llegaron a algunos de los compañeros de Mahoma, que informaron al profeta. Mahoma envió a Abu Bakr para negociar la emancipación de Bilal a cambio de tres de los esclavos de Abu Bakr (un hombre pagano, su esposa e hija).

### Tesoro
La prominencia de Bilal aumentó en el estado islámico de Medina, cuando Mahoma le nombró ministro del Bayt al-Mal (Tesoro). En este cargo, Bilal distribuyó fondos a viudas, huérfanos, caminantes, y otros que no podían mantenerse a sí mismos.

## Adhan
Mahoma escogió a Bilal como el primer almuédano.

### Visión suní
Los suníes creen que Mahoma escogió específicamente a Bilal para convertirse en el primer muecín (llamador a la oración) del Islam. Bilal luego enseñó personalmente cómo debían llamar los musulmanes a la oración. Aun así, otras tradiciones suníes indican que un compañero sugirió a Mahoma que tendrían que tocar una trompeta o tañer una campana para alertar a los musulmanes antes del tiempo de cada oración. Según las tradiciones suníes Mahoma no aceptó esta sugerencia porque no quería adoptar las costumbres judías o cristianas. Un día, Abdullah ibn Ziyad, un ciudadano de Yathrib (Medina), vino a ver a Mahoma. Abdullah ibn Ziyad le explicó que mientras estaba medio despierto o medio dormido, un hombre se le apareció antes del sueño y le dijo que la voz humana debía usarse para llamar a los musulmanes a la oración. Además, Abdullah le enseñó también el Adhan junto con la manera de decirlo. Los historiadores suníes declaran que Mahoma estuvo complacido con la idea y la adoptó. Después de adoptar el Adhan, Mahoma llamó a Bilal y le enseñó el Adhan.[cita requerida]

### Visión chií
En cambio, los historiadores chiíes no aceptan la historia de Abdullah ibn Ziyad. Declaran que el Adhan fue revelado a Mahoma del mismo modo que le fue revelado el Corán. Los chiíes creen que el Adhan no podría quedarse en sueños o ensoñaciones. Además, Sayed Ali Asgher Razwy afirma, "Si el Profeta pudo enseñar a los musulmanes cómo actuar en las postraciones, y qué, cuándo, y cómo decir en cada oración, también les pudo enseñar cómo y cuándo alertar a los otros antes del tiempo para cada oración."
Según las tradiciones chiíes, el ángel que enseñó a Mahoma cómo actuar en las abluciones preparatorias a las oraciones y cómo actuar en las oraciones también le enseñó el Adhan.[cita requerida]

## Campañas militares durante la época de Mahoma
Participó en la batalla de Badr. Las fuerzas de Mahoma incluyeron a Ali ibn Abi Talib, Hamza ibn Abdul-Muttalib, Ammar ibn Yasir, Abu Dharr al-Ghifari, Abu Bakr, Umar, Mus'ab ibn Umair, y Az-Zubair bin Al-'Awwam. Los musulmanes también trajeron setenta camellos y dos caballos, significando que algunos tuvieron que andar o ir tres o cuatro hombres por camello. Aun así, muchas fuentes musulmanas tempranas indican que la lucha no fue tan seria como se esperaba, y que el futuro califa Uthmán quedó atrás para ocuparse de su esposa enferma Ruqayyah, hija de Mahoma. Salman El persa tampoco se unió a la batalla, pues por entonces todavía no era un hombre libre.[cita requerida]

## Después de Mahoma

### Tradición suní
En el Sīrata Abī Bakr Al-Ṣiddīq, una compilación de muchas narraciones y circunstancias históricas al respecto del gobierno del califa Abu Bakr, Bilal acompañó a los ejércitos musulmanes, bajo las órdenes de Said ibn Aamir al-Jumahi, a Siria.[cita requerida]

### Tradición chií[citarequerida]
Después de que Mahoma murió en 632, Bilal fue uno de los que no dieron bay'ah (el juramento de lealtad) a Abu Bakr. Está documentado que cuándo Bilal no dio bay'ah a Abu Bakr, Úmar ibn al-Jattab agarró a Bilal por la ropa y le dijo:

¿Es está la recompensa a Abu Bakr? ¿Él te emancipó y ahora te niegas a pagarle lealtad?

A lo que Bilal respondió:

Si Abu Bakr me hubiera emancipado por el placer de Alá, entonces que me deje solo con Alá; y si él me había emancipado por su servicio, entonces estoy listo para prestarle los servicios requeridos. Pero no voy a a pagar lealtad a una persona que el Mensajero de Alá no ha designado como su califa.

De modo parecido, al-Isti'ab, una fuente suní, declara que Bilal dijo a Abu Bakr:

Si me has emancipado por ti mismo, entonces hazme cautivo nuevamente; pero si me hubieras emancipado para Alá, entonces déjame seguir el camino de Alá. Esto fue dicho porque Bilal quería ir a la yihad. Abu Bark le dejó ir."

El siguiente es un poema de Bilal sobre su negativa en dar bay'ah a Abu Bakr:
¡Por Alá! no me giré hacia Abu Bakr,
si Alá no me hubiera protegido,
la hiena se habría parado sobre mis extremidades.
Alá me ha otorgado el bien
y me honró,
seguramente hay un gran bien con Alá.
No me encontrarás siguiendo a un innovador,
porque no soy un innovador, como lo son ellos.
Siendo exiliado de Medina por Úmar y Abu Bakr, Bilal emigró a Siria.[cita requerida]
Abu Ya'far al-Tusi, un erudito chií, también ha declarado en Ikhtiyar al-Rijal que Bilal rechazó jurar lealtad a Abu Bakr.[cita requerida]

### Sufismo
Un poeta sufí, durante la época del Imperio mogol, llamado Purnam Allahabadi, compuso un Qawwali en que menciona que el tiempo se había parado cuando algunos compañeros bloquearon a Bilal al entregar el Adhan (el cual había visto en un sueño), apelando que era incorrecto. Como Bilal era de origen abisinio, no podía pronunciar la letra "Sh" (árabe: Shin ش ). Un hadiz de Mahoma informa que al saberlo les dijo, "El eseen' de Bilal es esheen' en el oído de Alá," significando que Dios no mira al exterior sino a la pureza de corazón.

## Muerte

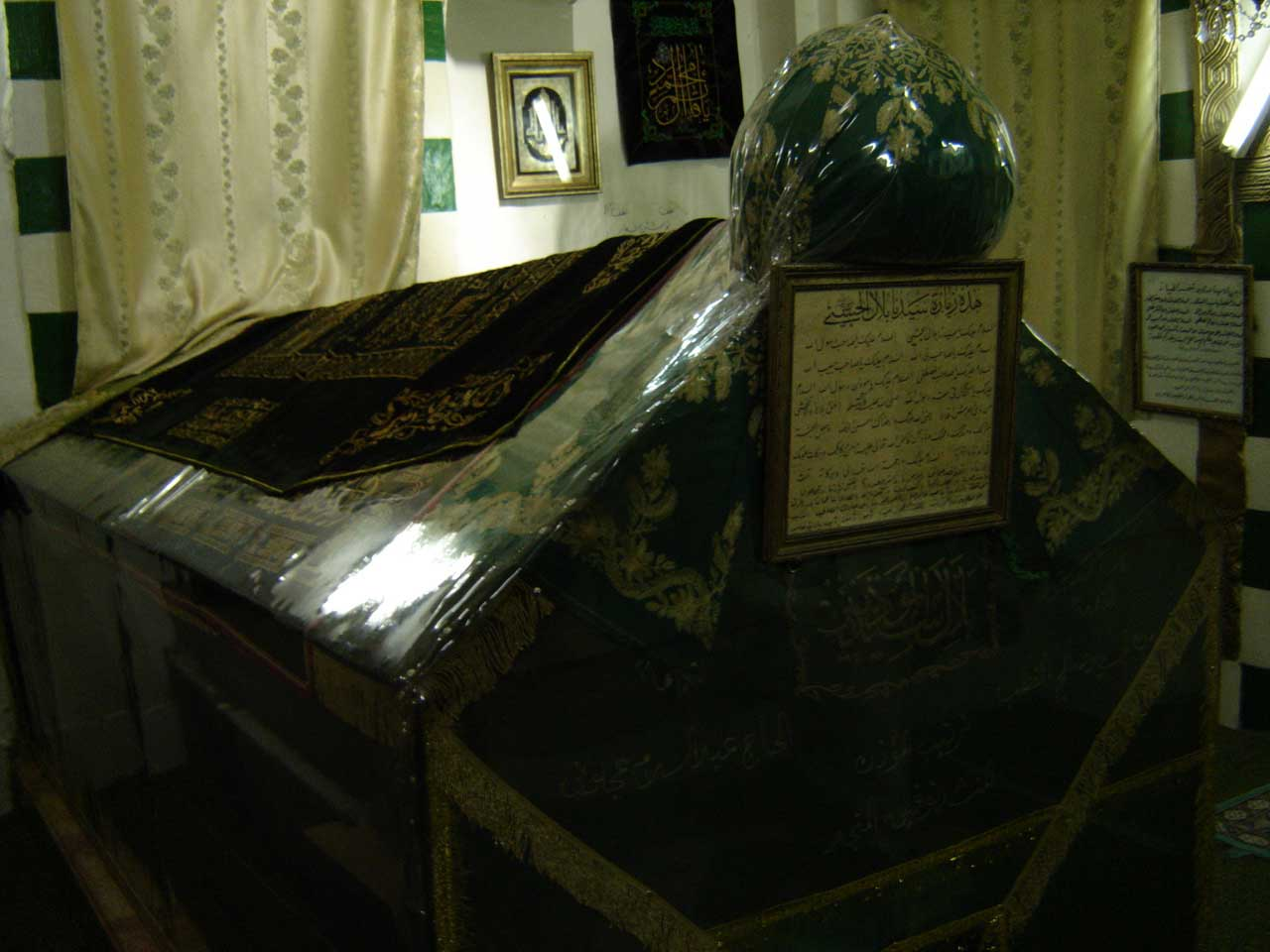
Interior de la tumba de Bilal en el cementerio Bab al-Saghir, Damasco.

La muerte de Bilal es discutida por los historiadores. Algunos creen que murió en 638, mientras otros creen que murió en 642.[cita requerida] Se dice que Bilal tenía 63 años cuando murió.[cita requerida]
El erudito suní al-Suyuti en su Tarikh al-khulafa escribió: "Él (Bilal) murió en Damasco en 17 o 18 AH, pero algunos dicen 20 AH, o incluso 21 AH cuando tenía poco más de sesenta años. Algunos dijeron que murió en Medina, pero eso está mal. Así es cómo está en al-Isabah y otros trabajos como el Tahdhib de an-Nawawi."[cita requerida]
Cuando la esposa de Bilal se dio cuenta de que la muerte de Bilal se acercaba, se puso triste. Está documentado que lloró y dijo, "Qué dolorosa aflicción!". Aun así, Bilal objetó la opinión de su esposa diciéndole: "Al contrario, ¡qué feliz ocasión! ¡Mañana me encontraré con mi amado Mahoma y su anfitrión (hizb)!"[cita requerida]

## Descendientes
Se dice que los descendientes de Bilal ibn Rabah al-Habashi emigraron de nuevo a la tierra de Etiopía en África. [cita requerida]

## Legado

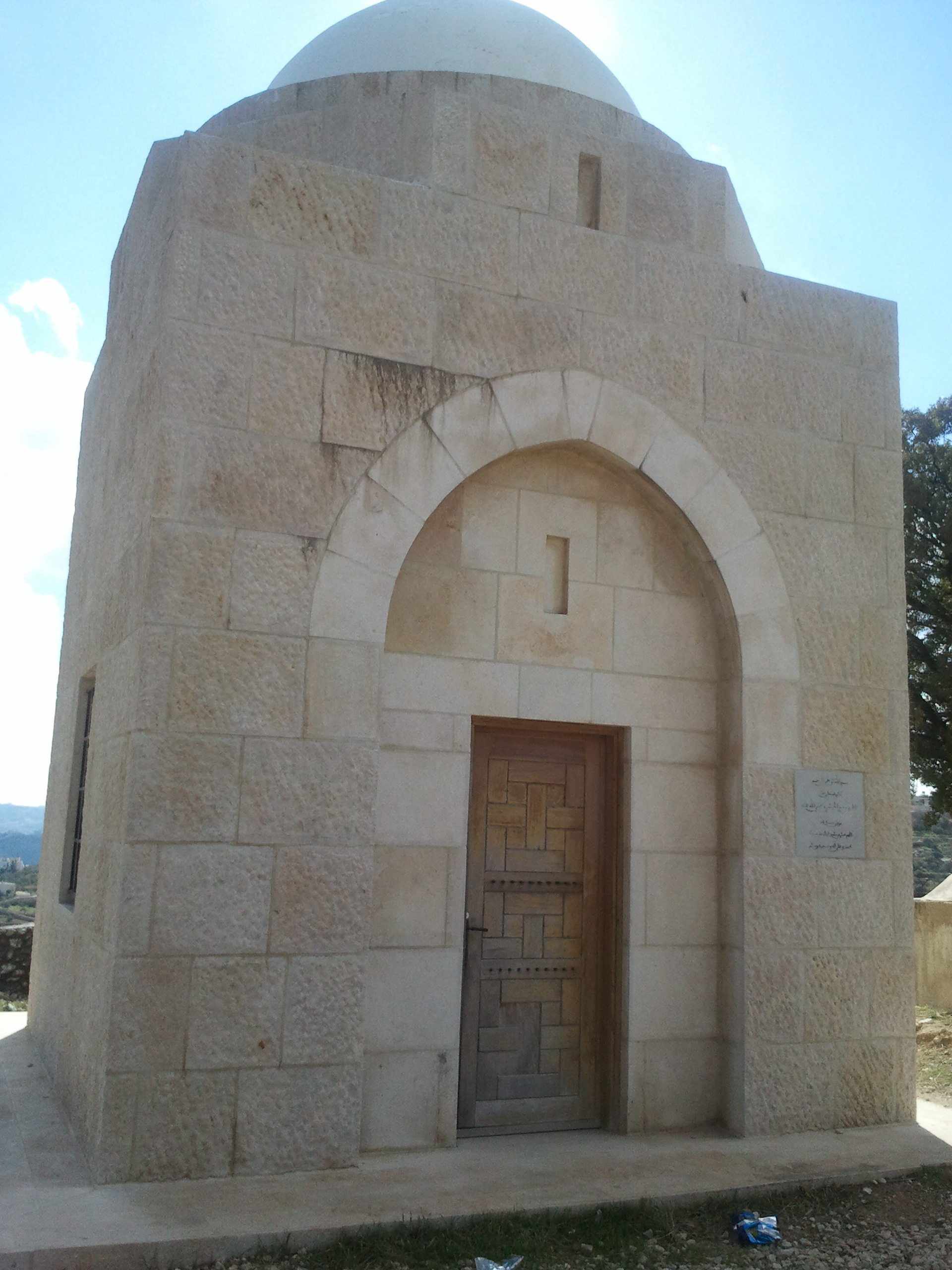
Exterior de la tumba de Bilal en Amán, Jordania

Aunque hay algunos desacuerdos respecto de los hechos de la vida y la muerte de Bilal, su importancia en varios niveles es incontestable.[cita requerida] Los muecines, especialmente en Turquía y África, tradicionalmente veneraron al practicante original de su profesión. La historia de Bilal es la manifestación más citada en la tradición islámica sobre que las personas no se miden por su nacionalidad, raza ni estado social, sino por su Taqwah (piedad religiosa). Como lo demuestra El Sermón de Despedida en Mina de Mahoma:

¡Oh gente! Tu Dios es un único Dios, y todos compartís el mismo padre. No hay preferencia de los árabes sobre los árabes, ni para los árabes sobre los no árabes. Tampoco es su preferencia por personas blancas sobre personas negras, ni para personas negras sobre personas blancas. La preferencia es solo sobre la rectitud.
Mahoma [cita requerida]

En 1874, Edward Wilmot Blyden, un antiguo esclavo de ascendencia africana, escribió:

El elocuente Adzan o Llamada a la Oración, que a día de hoy convoca a las mismas horas a millones de la raza humana a sus devociones, fue por primera vez pronunciado por un negro, Bilal de nombre, a quien Mahoma, en obediencia a un sueño, designó el primer muecín o llamador. Y se ha señalado que incluso Alejandro Magno es en Asia un personaje desconocido al lado de este negro honrado.